# Jerewan-See
Der Jerewan-See (armenisch Երևանյան լիճ) ist ein Stausee im Westen der armenischen Hauptstadt Jerewan, der 1970 fertiggestellt wurde. Er befindet sich in der Nachbarschaft Koghb im Jerewaner Stadtdistrikt Schengawit.

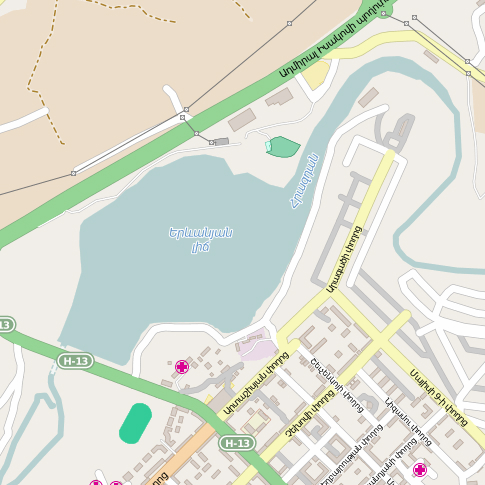
Karte des Sees (armenisch)

Der See hat eine Oberfläche von 95 Hektar bei einer maximalen Tiefe von 18 Metern. Im See gibt es Fische wie zum Beispiel Karpfen.
Am Osten des Nordufers des Jerewan-Sees befindet sich die Botschaft der Vereinigten Staaten, die dort von Juni 2002 bis Mai 2005 gebaut wurde und von der Grundstücksfläche her die weltweit größte US-Botschaft war. Ebenfalls am Nordufer verläuft die Hauptstraße M5, an der sich ein großes Standbild zur armenisch-arabischen Freundschaft befindet.
Altsteinzeitliche Werkzeuge aus Obsidian wurden in 1968 entdeckten Höhlen gefunden. Die Höhlen wurden nur zu einem Drittel erforscht. Da sie inzwischen vom See überschwemmt sind und sich darüber hinaus auf dem Gelände der US-Botschaft befinden, stehen sie zur weiteren Erforschung durch armenische Archäologen und Speläologen nicht zur Verfügung.

## Oberleitungsbusunglück
Am 16. September 1976 fuhr ein Oberleitungsbus mit 92 Passagieren an Bord in den See und versank rund 25 Meter vom Ufer entfernt auf 10 Meter Tiefe. Der zufällig während eines Trainings vorbeilaufende damals 22-jährige Scharwasch Karapetjan, ein mehrmaliger Weltmeister im Flossenschwimmen, sprang sofort in den See. Fast ohne Sicht trat er das Rückfenster des Busses ein und rettete so 20 Passagiere, die er an die Luft schleppte.